# Discografia de Winner
A discografia da boyband sul coreana Winner consiste de dois álbuns de estúdio, um EP, cinco singles e seis vídeos.

## Álbuns

### Álbuns de Estúdio
| Título                      | Detalhes                                                                                         | Posição em charts | Posição em charts | Vendas         |
| Título                      | Detalhes                                                                                         | Gaon              | Oricon            | Vendas         |
| Coreano                     | Coreano                                                                                          | Coreano           | Coreano           | Coreano        |
| --------------------------- | ------------------------------------------------------------------------------------------------ | ----------------- | ----------------- | -------------- |
| 2014 S/S                    | - Lançamento: 12 de agosto de 2014 - Gravadora: YG Entertainment - Formato: CD, download digital | 1                 | —                 | - KOR: 90.110+ |
| Japonês                     |                                                                                                  |                   |                   |                |
| 2014 S/S -Japan Collection- | - Lançamento: 10 de setembro de 2014. - Gravadora: YGEX - Formato: CD, download digital          | —                 | 2                 | - JPN: 50.835+ |

### Extended Plays
| Título   | Detalhes do álbum                                                                                  | Posições em charts | Posições em charts | Posições em charts | Posições em charts | Posições em charts | Vendas                       |
| Título   | Detalhes do álbum                                                                                  | KOR                | JPN                | TWN                | US Heat            | US World           | Vendas                       |
| -------- | -------------------------------------------------------------------------------------------------- | ------------------ | ------------------ | ------------------ | ------------------ | ------------------ | ---------------------------- |
| EXIT : E | - Lançamento: 1 de fevereiro de 2016 - Gravadora: YG Entertainment - Formatos: CD,download digital | 1                  | 63                 | 2                  | 3                  | 2                  | - KOR: 75,948+ - JPN: 2,100+ |

### Single albums
| Title           | Details                                                                                          | Peak positions | Peak positions | Sales                        |
| Title           | Details                                                                                          | KOR            | JPN            | Sales                        |
| --------------- | ------------------------------------------------------------------------------------------------ | -------------- | -------------- | ---------------------------- |
| Fate Number For | - Lançamento: 04 de abril de 2017 - Gravadora: YG Entertainment - Formatos: CD, download digital | 2              | 7              | - KOR: 72,771+ - JPN: 18,014 |

## Singles
| Ano  | Título                                | Posição em charts | Posição em charts | Vendas            | Álbuns          |
| Ano  | Título                                | KOR               | US World          | Vendas            | Álbuns          |
| ---- | ------------------------------------- | ----------------- | ----------------- | ----------------- | --------------- |
| 2014 | "Empty" (공허해)                      | 1                 | 4                 | - KOR: 1.379.511  | 2014 S/S        |
| 2014 | "Color Ring" (컬러링)                 | 2                 | 24                | - KOR: 460.795    | 2014 S/S        |
| 2016 | "Pricked (사랑가시)" (Mino & Taehyun) | 7                 | 4                 | - KOR: 224,683+   | EXIT : E        |
| 2016 | "Sentimental (센치해)"                | 4                 | —                 | - KOR: 800,350+   | EXIT : E        |
| 2016 | "Baby Baby"                           | 6                 | —                 | - KOR: 320,140+   | EXIT : E        |
| 2017 | "Really Really"                       | 1                 | 3                 | - KOR: 1,626,687+ | Fate Number For |
| 2017 | "Fool"                                | 5                 | 4                 | - KOR: 236,008+   | Fate Number For |
|      |                                       |                   |                   |                   |                 |

## Outras músicas
| Year | Title                      | Peak position | Sales   | Album    |
| Year | Title                      | KOR           | Sales   | Album    |
| ---- | -------------------------- | ------------- | ------- | -------- |
| 2014 | "끼부리지마 (Don't Flirt)" | 4             | 790.859 | 2014 S/S |
| 2014 | "척 (Love Is a Lie)"       | 16            | 133.925 | 2014 S/S |
| 2014 | "이 밤 (Tonight)"          | 17            | 105.630 | 2014 S/S |
| 2014 | "Smile Again"              | 20            | 98.077  | 2014 S/S |
| 2014 | "I'm Him (Mino solo)"      | 9             | 205.587 | 2014 S/S |
| 2014 | "Different"                | 10            | 203.078 | 2014 S/S |
| 2014 | "고백하는거야 (Confession) | 11            | 146.297 | 2014 S/S |
| 2014 | "사랑하지마 (But)"         | 15            | 137.010 | 2014 S/S |

## Videos Musicais
| Ano  | Título                 |
| ---- | ---------------------- |
| 2014 | "Empty" (공허해)       |
| 2014 | "Color Ring" (컬러링)  |
| 2014 | "I'm Him" (걔세)       |
| 2016 | "Baby Baby"            |
| 2016 | "Sentimental" (센치해) |
| 2016 | "I'm Young" (좋더라)   |